# Перше літо
«Перше літо» («Pirmā vasara») — радянський художній фільм 1974 року, знятий режисером Адою Неретнієце на Ризькій кіностудії.

## Сюжет
За мотивами оповідання Егонса Лівса «Прелюдія». Сімнадцятирічний Гайтіс ще знайде свою пісню. А все, що з ним трапилося в Інтупі, куди він приїхав на будівництво після закінчення школи, було лише прелюдією, прекрасною прелюдією його юності.

## У ролях
- Мілена Тонтегоде — Інга
- Гіртс Яковлєвс — Макс
- Варіс Ветра — Гайтіс
- Едуардс Павулс — Дієнавс
- Айварс Богданович — будівельник
- Харійс Авенс — будівельник
- Ірина Томсоне — провідниця
- Волдемар Берзайс — Межеліс, залізничник
- Андріс Берзіньш — епізод
- Ромуалдс Анцанс — злодій

## Знімальна група
- Режисер — Ада Неретнієце
- Сценарист — Еґонс Лівс
- Оператор — Ріхард Пікс
- Композитор — Петеріс Плакідіс
- Художник — Андріс Меркманіс